# Trójzestrojowiec
Trójzestrojowiec – metrum toniczne, w którym w wersie występują trzy zestroje akcentowe. Najbardziej klarowne trójzestrojowce występują w poezji Jana Kasprowicza (Księga ubogich). Teoretyczny schemat trójzestrojowca to (s)Ss(s)Ss(s)S(s).